# Topologia general

El sinus del topòleg, un exemple útil en topologia general. És connex però no connex per camins.

En matemàtiques, la topologia general és la branca de topologia que tracta les definicions i construccions bàsiques de teoria de conjunts usades en topologia. Conté els fonaments de la majoria de les altres branques de la topologia, incloent-hi topologia diferencial, topologia geomètrica, i topologia algebraica.
Els conceptes fonamentals en topologia general són continuïtat, compacitat i connexió:
- Les funcions contínues, intuïtivament, porten punts propers a punts propers.
- Els conjunts compactes són els que poden ser coberts per finits conjunts arbitràriament petits.
- Els conjunts connexos són els que no poden ser dividits en peces llunyanes.

Les idees de «pròxim», «arbitràriament pròxim» i «llunyà» poden expressar-se de forma precisa usant els conjunts oberts. Si canviem quins conjunts són oberts, canviem quines funcions són contínues i quins conjunts són compactes i / o connexos. Es diu topologia a cada elecció de «conjunts oberts». Es diu espai topològic a un conjunt dotat d'una topologia.
Els espais mètrics són una classe important d'espais topològics en els quals es pot assignar un nombre a les distàncies, anomenada una mètrica. L'existència d'una mètrica simplifica la majoria de les demostracions, i molts dels espais topològics més comuns són també espais mètrics.

## Història
Els inicis de la topologia es troben al segle xviii. Fins llavors els problemes matemàtics han estat vinculats, en major o menor grau, a la idea de mesura, magnitud o distància, i en aquesta època es comencen a plantejar problemes en què deixen de tenir importància, Gottfried Wilhelm Leibniz, el primer matemàtic que ho va estudiar l'anomenava Geometria situs o Analysis situs, i el segle xix es va conèixer com topologia.
La topologia general es va desenvolupar gràcies a diverses àrees, sent les més importants:
- l'estudi detallat dels subconjunts de la línia real
- la introducció del concepte de varietat
- l'estudi dels espais mètrics, especialment dels espais vectorials normats, durant els inicis de l'anàlisi funcional.

La topologia general va aconseguir la forma que es coneix avui dia al voltant de 1940. Pràcticament tot es captura en una forma apropiada de la noció de continuïtat, que pot ser usada en qualsevol àrea de la matemàtica.

## Una topologia en un conjunt
Sigui X un conjunt i sigui τ una família de subconjunts de X. Es diu que τ és una topologia si:
1. El conjunt buit i X són elements de τ
2. Qualsevol unió d'elements de τ és un element de τ
3. Qualsevol intersecció d'una quantitat finita d'elements de τ és un element de τ

Si τ és una topologia en X, llavors el parell (X, τ) es diu espai topològic. La notació X τ pot ser usada per denotar un conjunt X dotat de la topologia particular τ.
Anomenem als elements de τ els conjunts oberts en X. Un subconjunt de X es diu tancat si el seu complement pertany a τ (és a dir, el seu complement és obert). Un subconjunt de X pot ser obert, tancat, tots dos (conjunt clopen), o cap. El conjunt buit i X sempre són, alhora, oberts i tancats.

### Base per una topologia
Una base B per a un espai topològic (X, τ) és una col·lecció de conjunts oberts en τ tal que cada conjunt obert en τ pot ser escrit com a unió d'elements de B. Diem que la base genera la topologia τ. Les bases són útils perquè moltes propietats d'una topologia poden escrites només en terme d'una base que genera tal topologia, i perquè en molts casos els és més senzill definir una topologia en termes d'una base que la genera.

### Subespai, producte i quocient
Un subconjunt d'un espai topològic pot ser vist com un espai topològic al dotar-lo de la topologia traça, definida com la topologia els oberts dels quals són les interseccions dels oberts de l'espai original amb el subespai.
Donada qualsevol família indexada d'espais topològics, el producte pot ser dotat de la topologia producte, la qual està generada per les pre-imatges dels oberts dels factors a través de les projeccions. Per exemple, en productes finits una base per la topologia producte consta de tots els productes de conjunts oberts. Per a productes infinits, cal afegir el requisit addicional que tots excepte els finits oberts siguin la totalitat de l'espai.
Un espai quocient es defineix com segueix: si X és un espai topològic, Y és un conjunt i f: X → Y és una funció exhaustiva, llavors la topologia quocient en Y és la col·lecció de subconjunts de Y que tenen pre-imatges per f obertes. En altres paraules, la topologia quocient és la topologia més fina a Y per a la qual f és contínua. Un exemple comú de topologia quocient és la induïda per una relació d'equivalència en X. L'aplicació f és llavors la projecció natural al conjunt de classes d'equivalència.

### Exemples d'espais topològics
Un conjunt donat pot tenir moltes topologies diferents. Si es dota a un conjunt d'una topologia diferent, l'espai topològic resultant és diferent. Qualsevol conjunt pot ser dotat de la topologia discreta en la qual tot subconjunt és obert. Les úniques successions o xarxes convergents en aquesta topologia són les que són últimament constants. També, qualsevol conjunt pot ser dotat de la topologia trivial (també anomenada topologia indiscreta, grollera o gruixuda), en què només el conjunt buit i l'espai complet són oberts. Tota successió i tota xarxa en aquesta topologia convergeixen a tot punt de l'espai. Aquest exemple mostra que, en un espai topològic general, els límits de successions no són necessàriament únics. No obstant això, és freqüent requerir que els espais topològics siguin espais de Hausdorff, espais en els quals els límits de successions sí que són únics.
Hi ha moltes maneres de definir una topologia en R, el conjunt dels nombres reals. La topologia estàndard en R està generada pels intervals oberts, és a dir, el conjunt de tots els intervals oberts forma una base per a la topologia. En particular, això implica que un conjunt és obert si hi ha un interval obert de ràdio no nul centrat en cada punt del conjunt i completament contingut en tal conjunt.